# HD 34180
HD 34180，又名BD-01 837，SAO 131917、HR 1717，是一颗恒星，视星等为6.15，位于銀經202.76，銀緯-21.93，其B1900.0坐标为赤經5h 10m 14.7s，赤緯-1° -21.93′ 27″。